# Atacamagraben

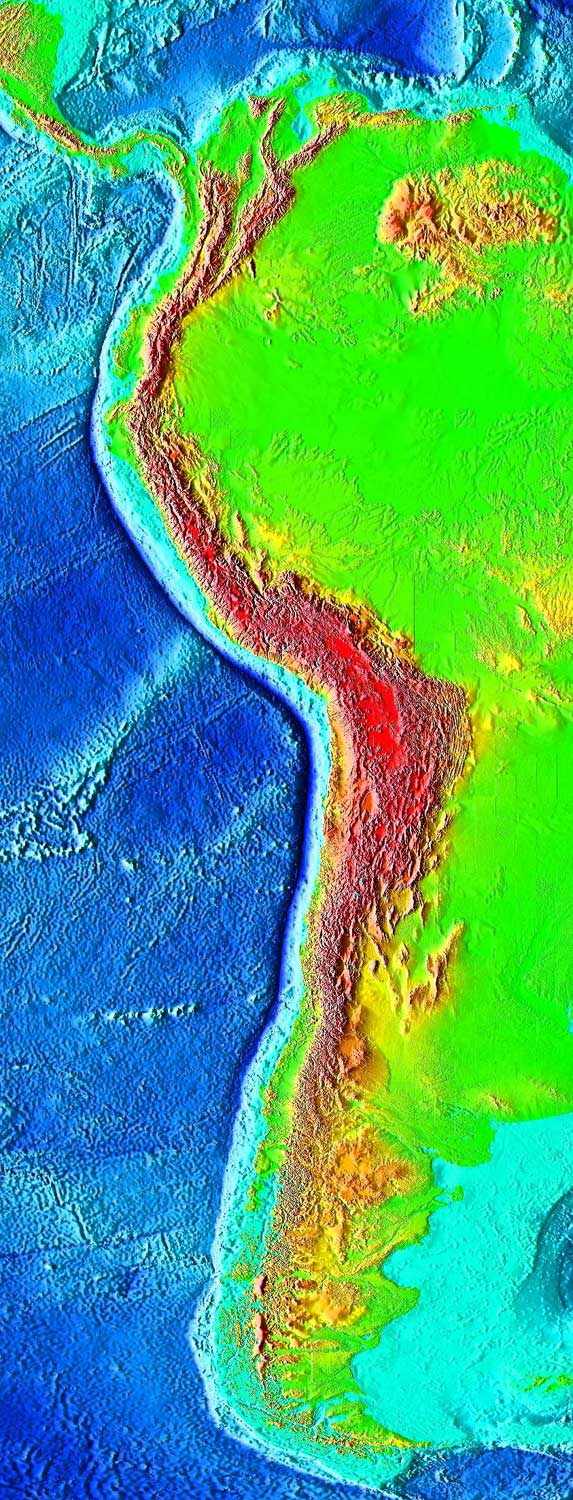
Atacamagraben in dunkelblau

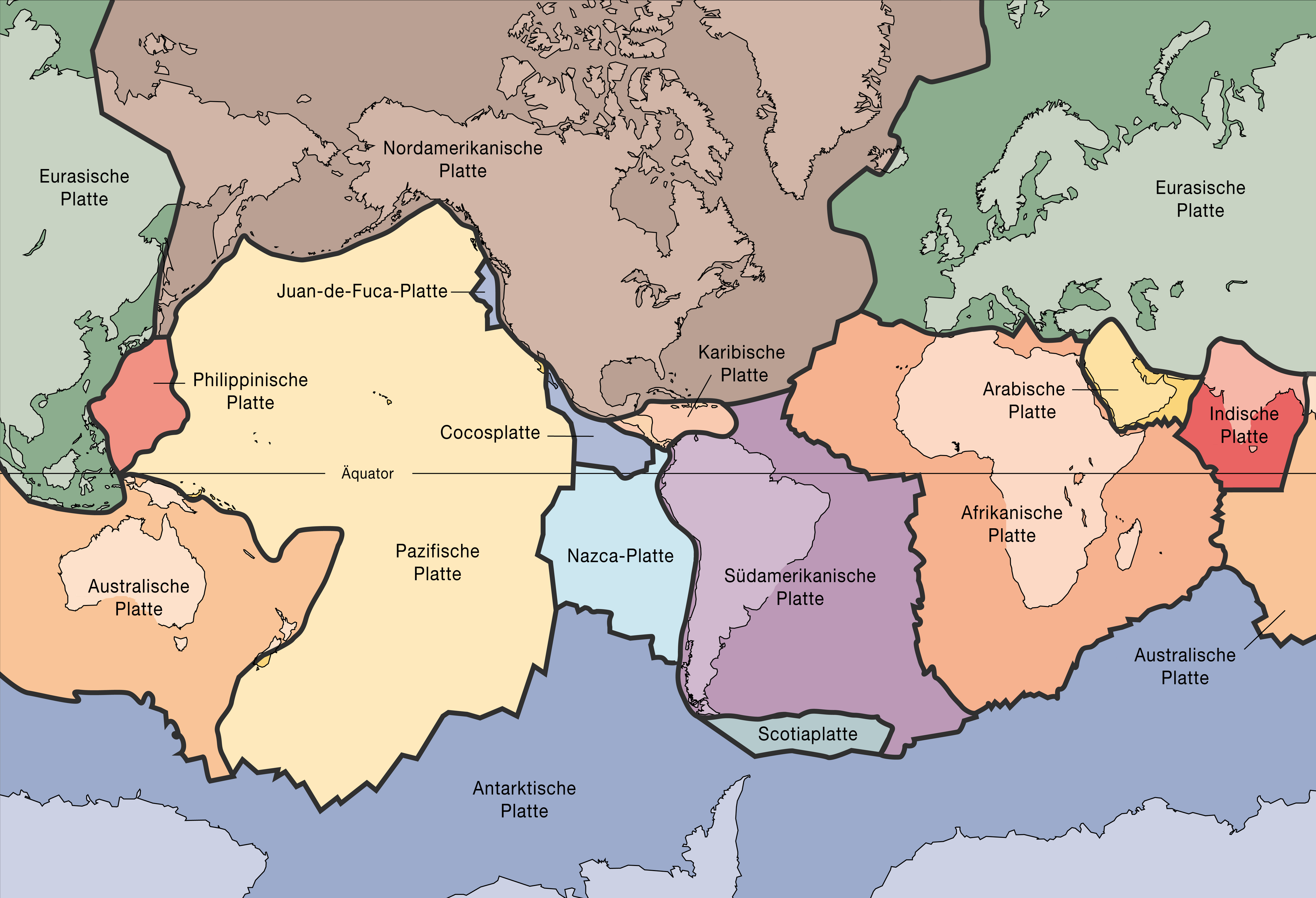
Tektonische Platten mit Kontinenten im Hintergrund

Der Atacamagraben (auch Chilegraben genannt) ist eine bis 8081 Meter tiefe und 2500 km lange Tiefseerinne im südöstlichen Teil des Pazifischen Ozeans (Pazifik).

## Geographie
Der Atacamagraben befindet sich zwischen der südamerikanischen Küste im Norden und Osten, dem Ostausläufer der Osterschwelle im Süden, dem Chilebecken im Westen und der Nascaschwelle im Nordwesten. Er liegt ungefähr 160 Kilometer vor der peruanisch-chilenischen Küste und etwa zwischen 16 und 30° südlicher Breite sowie 72 und 76° westlicher Länge.
Der langgestreckte Atacamagraben, der durch die Subduktion der Nasca-Platte unter die Südamerikanische Platte entstanden ist (beziehungsweise weiterhin entsteht), ist maximal 50 Kilometer breit. Der Graben findet seine nördliche Fortsetzung im Perugraben, der hinter dem Nordostausläufer der Nascaschwelle beginnt.
Koordinaten: 23° 0′ 0″ S, 71° 0′ 0″ W

## Meerestiefs
Zu den Meerestiefs im Atacamagraben gehören:
- Spencer-F.-Byrd-Tiefe (8065 m), nordwestlich des chilenischen Antofagasta
- Spencer-F.-Byrd-Tiefe (8081 m), Messung vom 31. Januar 2018 durch die Atacamex-Expedition unter der Leitung des Direktors des IMO (Instituto Milenio de Oceanografía), Osvaldo Ulloa[1]
- Richardstief (7635 m)
- Bartholomewtief (7154 m)
- Meerestief (6867 m), westlich des chilenischen Punta Morro
- Meerestief (6866 m), westlich des peruanischen Punta Coles